# Найдангийн Эрдэнэпэл
Найдангийн Эрдэнэпэл (Цинская империя, Внешняя Монголия, Далай-Чойнхор-ванский хошун, 1887 — МНР, Улан-Батор, 1965) — настоятель монастыря Гандантэгченлин в 1944—1960 годах, один из крупнейших буддийских деятелей периода Монгольской Народной Республики.

## Биография
Родился в местности Идэрийн-Гол на территории Далай-Чойнхор-ванского хошуна (совр. пятый баг сомона Их-Уул аймака Завхан) в семье скотоводов. С ранних лет учился в главном хошунном монастыре Санчивлин (Тариатын-Хурэ), в 19 лет переехал для продолжения учёбы в Гандантэгченлин. Присоединившись к аймаку Сангай, исполнял в ней обязанности гэсгуя. Изучал цанид в дацане Дашчойнпэл.
В 1925 году был выбран на должность главного администратора по религиозным вопросам Гандана, исполнял эти обязанности до 1929 года. Также работал специалистом по тибетскому языку при дворце Богдо-гэгэна, в 1927 году в качестве представителя Учёного комитета Монголии участвовал в религиозной конференции в Москве. В 1928—1929 годах работал хранителем книг Азиатского направления Учёного комитета. Закончив обучение цаниду, в 1933 году защитил в дацане Дашчойнпэл звание габджу. В 1936—1937 годах был редактором «Ламского журнала». В 1938—1941 годах, в разгар репрессий против монгольского духовенства, занимался личными делами, перейдя в светское состояние. В 1944 году работал экскурсоводом в Историческом музее, относящемся к Учёному комитету. Написал несколько работ, посвящённых истории буддизма в Монголии.
В 1944 году, по заявлению лам Н. Эрдэнэпэла, Т. Гомбодоржа, Г. Бат-Очира, Р. Гарамсэда, М. Галаарида, Л. Лувсана и О. Дагважанцана согласно постановлению № 34 Малого государственного хурала был открыт для верующих молельный дом. Когда 10 мая 1944 года возобновил деятельность монастырь Гандантэгченлин, Эрдэнэпэл возглавил его и занимал эту должность до 1960 года.
В 1956 году за заслуги на поприще буддизма в Монголии получил от монастыря Гандан титул чин-бишрэлт («Достопочтенный»). В 1965 году скончался в Улан-Баторе.

## Работы
- Эрдэнипэл. Конечная причина религий в Монголии // История в трудах учёных лам. — М.: КМК, 2004